# Col du Petit Ballon
Col du Petit Ballon er et 1.163 meter højt bjergpas i Frankrig. Passet ligger tæt på bjerget Le Petit Ballons højeste punkt på 1.272 m.o.h. Området er Vogeserne i Alsace.
Der findes også et bjergpas ved navn Col du Grand Ballon i samme område.

## Galleri
| - Hårnålesving på vejen til Petit Ballon-passet - Petit Ballon set fra nordlige side |